# Elaphria exesa
Elaphria exesa là một loài bướm đêm trong họ Noctuidae.